# Yusuke Matsuda
Yusuke Matsuda (født 23. april 1991) er en japansk professionel fodboldspiller.
Han har spillet for flere forskellige klubber i sin karriere, herunder FC Ryukyu.